# The French Connection
The French Connection is een Amerikaanse misdaadfilm uit 1971 onder regie van William Friedkin. De hoofdrollen worden vertolkt door Gene Hackman, Fernando Rey en Roy Scheider.
Het scenario van de film is gebaseerd op het boek The French Connection: A True Account of Cops, Narcotics, and International Conspiracy (1969) van Robin Moore. Het boek van Moore is gebaseerd op een echt onderzoek van twee rechercheurs, Eddie Egan and Sonny Grosso, van de narcoticabrigade van de politie van New York. Het onderzoek was gericht op het onderscheppen van een heroïnelevering uit Frankrijk.
The French Connection was een gigantisch succes in de bioscopen. In 1973 was alleen al in de VS 51,7 miljoen dollar omgezet op een budget van 1,8 miljoen. Tijdens de uitreikingen van de Oscars 1972 ontving de film vijf prijzen, waaronder die van Beste Film. De film lanceerde zowel de carrière van Friedkin als die van acteur Gene Hackman.
In 2005 werd de film vanwege de culturele, historische en esthetische waarde voor conservering opgenomen in het National Film Registry van het Amerikaanse Library of Congress.

## Verhaal
Twee rechercheurs van de narcoticabrigade van New York, "Popeye" Doyle en "Cloudy" Russo houden een bar in de gaten in Bedford-Stuyvesant, Brooklyn. Ze doen een inval en verhoren een verdachte op een agressieve manier om zijn contacten te achterhalen. Na dit incident gaan ze wat drinken in The Copacabana, een bar waar veel criminelen komen. Doyle ziet hoe een jonge Italiaan, Salvatore "Sal" Boca, een aantal maffialeden in de watten legt. De rechercheur kent de gangsters die bij Boca aan tafel zitten, ze zijn allemaal betrokken bij verdovende middelen.
Samen met Russo gaat Doyle de jonge Italiaan en diens vrouw Angie volgen. Het blijkt dat de Boca's er een dure levensstijl op na houden, die ze nooit kunnen betalen van de broodjeszaak die ze drijven. Ook blijkt dat Sal in het verleden misdrijven heeft gepleegd. Al snel merken ze dat Sal een ontmoeting heeft met Joel Weinstock, een advocaat met connecties met heroïnesmokkel. Een van de informanten van Doyle meldt tegelijkertijd dat het gerucht in de straten gaat dat er een grote partij heroïne aan zit te komen. Ze krijgen toestemming om Sal Boca's telefoon af te tappen. Al snel blijkt dat ze beet hebben, maar tot afgrijzen van Doyle moeten ze nu samenwerken met agent Mulderig, van de BNDD (Federal Bureau of Narcotics and Dangerous Drugs). Beide mannen haten elkaar vanwege incidenten uit het verleden, zoals de dood van een politieman vanwege vermeende nalatigheid van Doyle.
Ondertussen komt de heroïne het land in, verstopt in de auto van de Franse televisieacteur Henri Devereaux. De laatste is de handlanger van drugssmokkelaar Alain Charnier. Niet lang daarna heeft Charnier een ontmoeting met Sal en Weinstock. Een monster van de heroïne wordt getest en blijkt van meer dan uitstekende kwaliteit. De waarde is 32,5 miljoen dollar en Boca wil de deal nu snel sluiten. Maar de meer ervaren Weinstock, die inmiddels heeft gemerkt dat Sal in de gaten wordt gehouden door de politie, benadrukt dat ze beter voorzichtig kunnen zijn en geduld moeten hebben. Dit lijkt te werken want Popeye en Russo krijgen te horen dat de zaak wordt stopgezet. Maar Charnier heeft de rechercheurs ook in de gaten gekregen en hij geeft zijn lijfwacht Nicoli de opdracht om Doyle te vermoorden. De aanslag mislukt, en Doyle zet de achtervolging in op Nicoli. Na een dolle rit door de straten van New York, vlucht Nicoli naar een bovengronds metrostation waar hij een trein kaapt. Doyle volgt de trein, die op een talud rijdt, met de auto totdat de trein door het veiligheidsmechanisme tot stilstand komt. Als Nicoli probeert de vluchten, wordt hij door Doyle doodgeschoten. De aanslag zet de rechercheurs weer terug op zaak.
Inmiddels is de auto met de drugs van Charnier achtergelaten in de buurt van Sal Boca's winkel. Als autodieven proberen delen van de auto te strippen, wordt het vehikel in beslag genomen door de politie. Aangezien Devereaux de auto als gestolen heeft opgegeven, moet hij binnen een bepaalde tijd worden teruggegeven aan de eigenaar. Doyle en Russo weten dat de auto vol heroïne zit, maar een doorzoeking levert niets op. Aangezien blijkt dat de auto 60 kilo overgewicht heeft, moet de drugs er echt in zitten. Ze besluiten nu alles meer rigoureus te doorzoeken en strippen de auto bijna kaal. Uiteindelijk vinden ze heroïne onder de buitendrempels van de auto. De auto wordt vervolgens weer overgedragen aan Devereaux.
Niet lang daarna ontmoeten Boca en Weinstock de Franse drugsdealers onder leiding van Charnier in een verlaten fabriek op een eilandje in New York. Geld en drugs worden uitgewisseld en de bendeleden maken zich op om weg te rijden. Al snel stuiten ze op de politie die de omgeving heeft omsingeld. Charnier en Boca vluchten terug naar de verlaten fabriek. Sal wordt doodgeschoten en de andere gangsters geven zich over. Doyle zet samen met Russo de achtervolging in op Charnier. Als Doyle iemand in de verte ziet, schiet hij zonder waarschuwing. Het blijkt echter agent Mulderig te zijn, die door het schot wordt gedood. Kennelijk onaangedaan roept Doyle dat hij Charnier zal krijgen en rent naar een ander vertrek, terwijl Russo achterblijft bij de dode Mulderig. In de verte klinkt een schot. Charnier wordt echter nooit gepakt en Doyle en Russo worden na de zaak overgeplaatst van narcotica naar de gewone recherche.

## Rolverdeling
| Acteur               | Personage                        |
| -------------------- | -------------------------------- |
| Gene Hackman         | Rechercheur Jimmy "Popeye" Doyle |
| Fernando Rey         | Alain Charnier                   |
| Roy Scheider         | Rechercheur Buddy "Cloudy" Russo |
| Tony Lo Bianco       | Sal Boca                         |
| Marcel Bozzuffi      | Pierre Nicoli                    |
| Frédéric de Pasquale | Devereaux                        |
| Bill Hickman         | Mulderig                         |
| Ann Rebbot           | Marie Charnier                   |
| Harold Gary          | Weinstock                        |
| Arlene Farber        | Angie Boca                       |
| Eddie Egan           | Simonson                         |
| André Ernotte        | La Valle                         |
| Sonny Grosso         | Klein                            |
| Benny Marino         | Lou Boca                         |
| Patrick McDermott    | Howard, de chemicus              |

## Voorgeschiedenis
In 1961 werd het grootste deel van de heroïne, afkomstig uit het Verre Oosten en bestemd voor de VS, via Marseille, Frankrijk de VS binnen gesmokkeld, de zogenaamde Franse connectie (French Connection). Twee rechercheurs van de afdeling Narcotica van politie van New York, Eddie Egan en Sonny Grosso brachten deze smokkel een gevoelige klap toe door in dat jaar 60 kilo heroïne met een waarde van 32 miljoen te onderscheppen. Het onderzoek liep van 7 oktober 1961 tot 24 februari 1962 en was een van de grootste successen van de Narcoticabrigade. Egan en Grosso vertelden over hun operatie aan schrijver Robin Moore die er het boek The French Connection: A True Account of Cops, Narcotics, and International Conspiracy over schreef. Het boek kwam uit in 1969 en was een groot succes.
De filmrechten waren al gekocht door producent Philip D'Antoni nog voordat het boek uitkwam. Hij verkocht ze op zijn beurt aan National General Pictures en werd aangesteld als producent van de film. Robin Moore werd ingehuurd als adviseur, al zou hij hier geen vermelding voor krijgen op de aftiteling. Aanvankelijk zou Robert E. Thompson het scenario schrijven, maar dat veranderde toen William Friedkin werd aangesteld als regisseur. Friedkin gaf aan scenarist Alex Jacobs opdracht om de eerste versie te schrijven. Maar Jacobs kwam er niet uit en in september 1969 werd hij vervangen door Ernest Tidyman. De scenarist kreeg slechts 5.000 dollar voor zijn moeite. 
D'Antoni noemde in een persbericht een bedrag van 4,5 miljoen dollar als budget voor de film, dit gaf een schok bij National General dat niet van plan was zoveel uit te geven. Het bedrijf liet de productie vervolgens als een baksteen vallen, waarna D'Antoni met het scenario de studio's begon af te lopen. In de tussentijd waren de productierechten verlopen. Robin Moore had deze vervolgens weer verkocht aan producent G. David Schine, die ze vervolgens in oktober 1970 weer doorverkocht aan 20th Century Fox. Fox stelde een budget van 2 miljoen beschikbaar en waarschuwde dat Friedkin hier onder moest blijven, anders kon hij weer terug naar de televisie.

## Scenario
Ernest Tidyman bewerkte het boek The French Connection: A True Account of Cops, Narcotics, and International Conspiracy van Robin Moore tot een filmscenario. Probleem was dat Moores boek geen roman was, maar non-fictie gebaseerd op ware gebeurtenissen. Een romantisering was echter uitgesloten want regisseur William Friedkin eiste dat het scenario dicht bij de werkelijkheid zou blijven, hem stond een documentaireachtige film voor ogen, zoals de Franse film Z van Costa-Gavras uit 1969. Om die reden bevat het scenario ook geen details uit het privéleven van de rechercheurs, geen liefdesrelaties of andere subplots die niets met de drugzaak te maken hebben.
Wat Tidyman aan de andere kant ook niet kon overnemen was de overvloed van details van het originele onderzoek van Egan en Grosso. In het boek wordt uitvoering beschreven hoe de rechercheurs vier maanden nodig hadden om de zaak af te handelen. Vijf maanden met surveillances, achtervolgingen, huiszoekingen en ander speurwerk. Tidyman brengt dat in de film terug tot enkele weken. Ook miste het boek de spanning van wilde achtervolgingen en schietpartijen. Rechercheur Eddie Egan, die optrad als acteur in de film en tevens adviezen gaf, zei later dat hij in zijn hele carrière minder zijn revolver had getrokken dan acteur Gene Hackman (Popeye Doyle) in de hele film.
Desondanks wist Tidyman de sfeer van de Franse connectie goed weer te geven. Een deel van het scenario, de dialoog, werd uiteindelijk niet gebruikt. Een belangrijk deel van de dialoog werd door de acteurs op de set geïmproviseerd. Dit was het gevolg van Friedkins obsessie om de film zo realistisch en documentair mogelijk te maken. Eddie Egan en Sonny Grosso kenden de straattaal en de taal die echte rechercheurs en politiemensen gebruikten. De manier waarop bijvoorbeeld Gene Hackman in zijn rol als Popeye Doyle een verdachte afsnauwt komt regelrecht uit de "praktijk" van de echte rechercheur Eddie Egan, bijvoorbeeld de zin, Do you pick your feet in Poughkeepsie?. Dit was bedoeld om de verdachte uit zijn evenwicht te brengen met schijnbare zinloze vragen.

## Acteurs
De film wordt vooral gedragen door de sterke acteerprestaties, maar toch had Friedkin vanaf het begin problemen met de selectie van acteurs.

### Jimmy "Popeye" Doyle
Voor de rol van ruwe bolster Popeye Doyle had regisseur William Friedkin zo zijn voorkeuren. Hij wilde het liefst een ster zoals Paul Newman of Steve McQueen, maar de studio maakte al in vroeg stadium duidelijk dat de salariseisen van deze acteurs veel te hoog lagen. Dus week Friedkin uit naar de minder bekende acteur Peter Boyle. Maar Boyle was niet enthousiast. Hij had net gespeeld in de film Joe uit 1970 waarin een schijnbaar brave burger een groep hippies doodschiet. De film was bedoeld als hetze tegen zinloos geweld, maar het bleek dat het bioscooppubliek juist afkwam op het geweld. Boyle was hierdoor zo geschokt dat hij weigerde nog langer in films te spelen die geweld verheerlijkten. Hij vond het scenario van The French Connection hier ook onder vallen.
De volgende keuze van Friedkin, acteur Jackie Gleason, viel niet in goede aarde bij de studio. Zijn film Gigot uit 1962 was zo geflopt dat de studio de acteur beschouwde als vergif voor de bioscoopomzet. Na het vertrek van Gleason selecteerde Friedkin de columnist Jimmy Breslin. Breslin leek de juiste keuze en repeteerde zelfs drie weken met Roy Scheider ter voorbereiding van de film. Uiteindelijk moest ook hij vertrekken, voornamelijk omdat Breslin niet kon autorijden, terwijl de rol dat vereiste. 
Robert Mitchum was even in beeld, maar hij vond het verhaal niet goed genoeg. Ook acteur Lee Marvin liet de rol aan zich voorbij gaan. Hij wilde alleen een politieman spelen als er in het scenario sprake was een conflict tussen zijn personage en de politie. Hij vond dat niet terug in het scenario. De volgende acteurs die in beeld kwamen waren Charles Bronson en James Caan, maar ook die vielen af, waarna Friedkin bijna inging op de lobby van acteur Rod Taylor. Taylor viel toch af, waarna Friedkin uiteindelijk de man koos die hij vanaf het begin had geweigerd, Gene Hackman. Het zou voor deze laatste zijn doorbraak als filmacteur betekenen.

### Alain Charnier
Eigenlijk wilde regisseur Friedkin de Spaanse acteur, Francisco Rabal uit de Franse film Belle de Jour van Luis Buñuel voor de rol van slechterik Alain Charnier. Hij vroeg zijn medewerker om deze acteur te contracteren, maar Friedkin kende de naam van Rabal niet. De medewerker dacht dat Friedkin de Spaanse acteur Fernando Rey bedoelde en contracteerde hem. Een begrijpelijke vergissing omdat Rey in veel van Buñuels films meespeelde. Men probeerde alsnog Rabal te pakken te krijgen, maar toen bleek dat de Spaanse acteur noch Frans, noch Engels sprak. Dus verdween Rabal en mocht Rey blijven. Ironisch genoeg werd het Frans van Rey niet goed genoeg gevonden, waarna het in de postproductie opnieuw werd ingesproken, zijn Engelstalige dialogen werden wel gehandhaafd.

### Eddie Egan en Sonny Grosso
De twee rechercheurs die in 1961/62 het onderzoek leidden, Eddie Egan en Sonny Grosso, kregen ook een rolletje in de film. Egan speelt Walt Simonson, de baas van Popeye en Russo, en Grosso speelt Bill Klein, de partner van special agent Mulderig.

## Productie

### Locaties
Friedkin wilde zo veel mogelijk een documentair karakter aan de film geven. Dus filmde hij op locatie in Marseille, Frankrijk, Washington en New York. In de laatste stad werd gefilmd in Central Park, Park Avenue, the Lower East Side en delen van Brooklyn, the Bronx en Queens.

### Preproductie
William Friedkin zei altijd dat hij het boek van Robin Moore nooit had gelezen en zich slechts baseerde op het scenario. Hij wilde een sfeer oproepen van realisme, zoals in een documentaire of zoals dat wordt gebracht in de film Z van Costa Cavras. Om zich goed te kunnen inleven in hun personages liepen Roy Scheider en Gene Hackman een maand lang mee met de echte rechercheurs Eddie Egan en Sonny Grosso. Met name Hackman vond het een afschuwelijke ervaring. Niet alleen kwam hij in aanraking met de zelfkant van de samenleving met drugsdealers, gebruikers, heroïnehoertjes, straatrovers en moordenaars, maar hij maakte ook kennis met de vaak onorthodoxe methoden van Egan en Grosso die vaak te keer ging tegen verdachten en geweld gebruikten. Tijdens een van de patrouilles moest Hackman helpen een verdachte in bedwang te houden, wat gepaard ging met het nodige geweld. Het werd zo erg dat hij bang was dat de verdachte hem zou aanklagen.

### Opnamen
Op 30 november 1970 begonnen de opnamen, die zouden doorlopen tot en met maart 1971. Het budget was vastgesteld op 1,5 miljoen dollar en zou oplopen tot 1,8 miljoen, 200.000 dollar onder de limiet die de studio had gesteld. Friedkin maakte op grote schaal gebruik van politiemensen. Zo spelen Egan en Grosso rolletjes in de film en werden meerdere politiemensen als figuranten gebruikt. Zo zijn alle figuranten in de bar, die Doyle binnenvalt, in werkelijkheid politieagenten. Friedkin wilde voor alles realisme en zorgde ervoor dat de heroïne die getest wordt door de chemicus van de bende, echt was en geen meel, zoals meestal in films wordt gebruikt.
Niet iedereen vond het realisme van de film geslaagd. Het management van de politie van New York was woedend over het gedrag van Doyle in de film. Eddie Egan, op wie het personage van Doyle is gebaseerd, werd ter verantwoording geroepen. Uiteindelijk werd hij ontslagen op de beschuldiging dat hij bewijsmateriaal in bepaalde zaken had zoekgemaakt. Egan zat net voor zijn pensioen en kreeg nu geen uitkering. Later zou op voorspraak van Friedkin en Roy Scheider de zaak worden teruggedraaid.
Realisme was er ook in de scène waar acteur Fernando Rey in zijn rol van Charnier, Gene Hackman in zijn rol als Popeye van zich weet af te schudden in de metro. Hij springt steeds weer op het perron en weer terug in de trein, terwijl Popeye hem volgt. Deze scène neemt in de film een paar minuten in, maar kostte twee dagen opnametijd. Alles werd opgenomen op Times Square-Grand Central zonder toestemming van de NYC Transit Authority. Soms is aan de reactie van de passagiers te zien dat het geen geregisseerde figuranten zijn.

## Achtervolgingsscène

### De scène in de film
Het succes van The French Connection is vooral te danken aan het personage van Hackman maar ook aan de legendarische autoachtervolging. Friedkin probeerde het succes van de achtervolging later nog eens te herhalen in de film To Live and Die in L.A.. De achtervolgingsscène zit in het midden van de film en vormt de verbinding tussen het eerste en laatste deel van de film. Net op het moment dat Doyle en Russo van de zaak worden afgezet, pleegt de lijfwacht van Charnier een aanslag op Doyle. De rechercheur achtervolgt de moordenaar aanvankelijk te voet. Als de man echter ontkomt door in een bovengrondse metrotrein te stappen, rent Doyle naar de weg en dwingt een auto (een Pontiac Lemans uit 1971) tot stoppen. Hij sleurt de chauffeur uit de wagen en achtervolgt de metrotrein (die rijdt op een talud) naar het volgende station. De moordenaar heeft echter inmiddels de bestuurder van de trein gedwongen door te rijden. Na een bloedstollende achtervolging rijdt de metrotrein tegen een andere trein en komt automatisch tot stilstand. De moordenaar vlucht, maar wordt door de inmiddels gearriveerde Doyle in zijn rug geschoten.

### Stunts
De scène werd gefilmd in Bensonhurst in de wijk Brooklyn. Behalve de dollemansrit van Doyle waren er nog vijf stunts voorzien:
- De auto van Doyle wordt aangereden door een auto bij een kruising, en rijdt met lichte schade door
- De auto van Doyle wordt klemgereden door een vrachtauto
- De auto van Doyle mist op een haar na een vrouw met een kinderwagen en rijdt voluit in een stapel vuilnis
- De auto van Doyle rijdt in een metalen wegafscheiding als Doyles zicht wordt geblokkeerd door een trailer
- De auto van Doyle rijdt vervolgens tegen het verkeer in

Tussen deze stunts door zien we opnames van Doyles auto die onder de trein rijdt. Deze opnames werden gemaakt in Bushwick, ook in Brooklyn.

### De voorbereiding
Friedkin filmde de scène in een niet chronologische volgorde verdeeld over een periode van vijf weken. Ze kregen toestemming om te filmen in Brooklyn als er werd gefilmd tussen 10.00 en 15.00 uur. De opnamen werden gemaakt met een Arriflexcamera. Volgens Friedkin hadden ze wel toestemming om te filmen, maar wisten de autoriteiten niets van de gevaarlijke stunts af. Hij zei dat Eddie Egan en Sonny Grosso hielpen met het ontduiken van bepaalde wettelijke eisen. Zij waren ook verantwoordelijk voor het inschakelen van agenten om de straten hier en daar af te zetten. 
De Pontiac LeMans (er werden twee identieke exemplaren gebruikt) reed echt door de straten en Friedkin zat met een camera op de achterbank om opnames te maken door de voorruit. Aan het stuur zat stuntman Bill Hickman (die ook een rolletje had als special agent Mulderig), Friedkin zat verschanst achter een matras als extra bescherming. Er was ook een camera op de voorste bumper geplaatst om opnames te maken van de voorbijschietende straat. De camera was afgesteld om 18 beelden per seconden te schieten en zo het effect van hoge snelheid te simuleren. Later zou Friedkin de scène monteren op de muziek van Black Magic Woman van Santana. De muziek is echter niet in de film te horen.

### Levensechte opnamen
Assistent regisseur Terence A. Donnelly gaf leiding aan een team assistenten dat voor elke opname het verkeer binnen de komende vijf huisblokken stillegde. Ze kregen hierbij hulp van de politie. Het merendeel bestond uit agenten die vrijwillig een bijdrage leverden in hun vrije tijd. Ze hadden toestemming om de verkeerslichten op rood te zetten op het gedeelte waar de auto reed. Andere auto's werden gereden door stuntmensen die probeerden om de Pontiac niet te raken. Het gebeurde echter vaak genoeg dat ze elkaar schampten en Friedkin liet alles in de film. 
Een keer ging het bijna echt mis. Een man die net zijn huis had verlaten op weg naar zijn werk had geen idee van de opnamen. Hij stapte in zijn auto en reed de kruising bij Stillwel Avenue en 86th Street op. Zijn auto werd geraakt door de voortrazende Pontiac en de geschrokken chauffeur werd gerustgesteld door de assistenten. Later werd de schade aan zijn auto vergoed. De scène werd in de film gehouden. Met recht een levensecht gebeuren.

### De vlucht met de metrotrein
De opnames van de Pontiac werden doorsneden met opnames van de gegijzelde metrotrein. De metrolijn die wordt gevolgd is de BMT West End Line (de B-trein). De trein rijdt op een verhoging boven de grond, boven Stillwell Avenue, 86th Street en New Utrecht Avenue in Brooklyn, en stopt iets ten noorden van het 62nd Street-station. De opnames werden gemaakt in de 42nd Street Shuttle en nam twee dagen in beslag. De trein bestond uit de R-42-wagons 4572 en 4573 en R-17-wagon 6609. 
Aangezien de NYC Transit Authority weigerde om de metro te laten besturen door een acteur, werd een echte bestuurder, William Coke, ingezet. Aanvankelijk was een acteur ingehuurd voor de rol van de conducteur, maar die kwam niet opdagen. De echte conducteur, Bob Morrone, nam toen de rol over.

### De dood op de trappen
De achtervolgingsscène eindigt met de dood van de moordenaar Nicoli. Hij wordt door Popeye in zijn rug geschoten als hij trappen van de metro oprent. Friedkin kreeg gelijk commentaar van de aanwezige politiemensen die dit als moord kwalificeerden. Een politieman in New York mag alleen schieten uit zelfverdediging. Maar Friedkin vond dit onzin. Gezien het karakter van Popeye was het niet meer dan logisch dat hij de man zou doodschieten. Hij zei dat Eddie Egan, de rechercheur die model stond voor Popeye, geen bezwaar had gemaakt en dat was voor hem voldoende.

## Werkelijkheid fictie
The French Connection is gebaseerd op feiten. De film wijkt echter hier en daar flink af van het boek van Robin Moore en de gebeurtenissen uit 1961/1962. Namen van personen zijn veranderd en de gebeurtenissen zijn verplaatst van 1961 naar 1971. Scenarist Ernest Tidyman heeft verder de vrijheid genomen om achtervolgingsscènes en schietpartijen toe te voegen. De echte drugszaak was veel minder spectaculair. Hieronder overeenkomsten en verschillen tussen film en werkelijkheid.

### Personages
Popeye DoyleRechercheur Edward Walter "Eddie" Egan bijgenaamd "Popeye" stond model voor het personage James "Jimmy" Doyle, in de film vertolkt door Gene Hackman. Egan werkte samen met zijn partner Sonny Grosso bij de afdeling narcotica van de politie van New York. Begin 1962 rolde ze een drugsorganisatie op die verantwoordelijk was voor het smokkelen van heroïne van Marseille naar New York. Ze namen 60 kilo heroïne met een straatwaarde van 32 miljoen dollar in beslag. : Egan was samen met Russo adviseur van de filmproductie en speelde een kleine rol in de film, die van de baas van Popeye en Cloudy, Simonson. De bazen van Egan waren niet blij met de manier waarop de werkwijze van Egan en Russo in beeld werd gebracht. Verdachten werden geslagen en er werd racistische taal uitgeslagen. Men probeerde Egan te ontslaan op de beschuldiging van het achterhouden van bewijs. Dit ging niet door, maar Egan die toch al bang was dat na The French Connection zijn rol als politieman was uitgespeeld omdat iedereen nu zijn werkwijze kende, bouwde een nieuwe carrière op als acteur. Hij was tot begin jaren negentig te zien in diverse kleine rollen in 22 films en tv-producties. In 1984 ging hij met pensioen bij de politie en verhuisde naar Florida waar hij in 1995 op vijfenzestigjarige leeftijd overleed. : Behalve The French Connection en de French connection II werd er nog een film gemaakt die gebaseerd is op Egan. In 1973 vertolkte Robert Duvall de rol van Popeye in Badge 373. In alle drie de films heeft het personage Popeye de dienstrevolver in zijn sok, een kenmerk van Eddie Egan. Net als Popeye in de film was Egan een harde politieman, die soms de bekentenis uit een verdachte sloeg.
Cloudy RussoSalvatore "Sonny" Grosso, bijgenaamd "Cloudy", was de partner van Egan en stond model voor het personage Buddy "Cloudy" Russo (in de film gespeeld door Roy Scheider). Hij was rechercheur bij de afdeling Narcotica en samen met Egan verantwoordelijk voor het oprollen van een grote drugsorganisatie begin 1962. Samen met Egan was hij technisch adviseur van de film The French Connection die werd gemaakt over het oprollen van de bende. Hij speelde ook een kleine rol in de film, die van federaal agent Klein van het Federal Bureau of Narcotics and Dangerous Drugs. : Russo had geen vrolijk karakter en had de reputatie mensen depressief te maken. Dit was de reden dat hij "Cloudy" (bewolkt) werd genoemd. Na zijn politiecarrière werd Russo producent en was verantwoordelijk voor de productie van 36 film- en tv-producties, zoals de tv-serie Kojak. Daarnaast speelde hij kleine rolletjes in verschillende films.
Alain CharnierDe voormalige Franse verzetsheld en zakenman Jean Jehan stond model voor personage Alain Charnier in de film. Jehan raakte in de jaren vijftig van de twintigste eeuw betrokken bij de smokkel van drugs. Hij groeide uit tot een van de leiders van de Franse connectie, waarbij drugs werden gesmokkeld die uit het Verre Oosten via Marseille naar New York gingen. Net als in de film wist Jehan te vluchten nadat de rechercheurs Egan en Russo 60 kilo heroïne in beslag namen. Jehan vluchtte naar Frankrijk waar hij in Parijs werd gearresteerd. De Franse regering wilde hem echter niet uitleveren, vermoedelijk vanwege zijn prestaties tijdens de Tweede Wereldoorlog en zijn connecties met Charles De Gaulle.
Henri DevereauxDe handlanger van Alain Charnier, Devereaux, was gebaseerd op de Franse televisieacteur Jacques Angelvin. Angelvin werd gearresteerd en zat vier jaar in de gevangenis in New York. Daarna keerde hij terug naar Frankrijk en ging zich bezighouden met onroerend goed.
De Boca'sGangster Pasquale "Patsy" Fuca stond model voor het personage Salvatore "Sal" Boca. Zijn vrouw Barbara was de inspiratie voor Angie Boca, de vrouw van Sal, en Anthony Fuca de broer van Patsy was het model voor Lou Boca, de broer van Sal. De gebroeders Fuca maakten samen met hun oom deel uit van een smokkelbende die werkte voor enkele grote maffiafamilies. Barbara werd vrijgesproken van haar aandeel in de zaak en schreef later met schrijver Robin Moore een boek over haar leven met Patsy Fuca.
Joel WeinstockDe advocaat Joel Weinstock, leider van de smokkelbende in de VS, bestond niet echt. Het personage is samengesteld uit diverse andere drugssmokkelaars.

### Gebeurtenissen
De echte gebeurtenissen vonden plaats tussen 7 oktober 1961 en 24 februari 1962, maar werden voor de film verplaatst naar eind jaren zestig. Het hele onderzoek was een stuk saaier dan de film laat zien, met weken durende surveillances, het volgen van verdachten en het afluisteren van telefoongesprekken via afgetapte telefoons. Zo duurde bijvoorbeeld de observatie van de auto van Sal Boca niet één nacht, maar drie volle dagen. Soms zit de historie in de details. De hoed die Cloudy op de plank bij het achterraam gooit was in 1961 het teken voor andere politiemensen dat het hier ging om een auto met rechercheurs die bezig waren met een achtervolging.
Picking your feet in PoughkeepsieEen van beroemde scènes in de film is die waarin Doyle en Russo een drugsdealer ondervragen in een steegje. De woedende Doyle schreeuwt de man toe: "Did you ever pick your feet in Poughkeepsie?" De dealer is verbijsterd, zeker als Doyle doorgaat en blijft hameren op Poughkeepsie. Zowel de "verhoortechniek" (Egan stond bekend als een harde politieman die vaak zijn vuisten gebruikte) als de "Poughkeepsie"-truc zijn echt. Volgens het commentaar op de dvd van regisseur Friedkin is dit gebaseerd op echte verhoortechnieken van het duo. : In de rolverdeling met zijn partner Sonny Grosso was Egan de 'bad cop' (de slechte smeris) en Grosso de 'good cop' (aardige smeris). Grosso stelde dan vragen die direct met de misdaad te maken hadden. Vervolgens deed Egan of hij boos werd en kwam met onzinvragen als 'did you pick your feet in Poughkeepsie?', hiermee haalde hij verdachten uit hun concentratie en raakten ze verward. Ze zochten hulp bij Russo die aardig deed en vervolgens zijn normale vragen stelde. Uiteindelijk versprak een verdachte zich dan vaak en bekende uiteindelijk.
De kerstmanAan het begin van de film is te zien hoe Doyle en Russo een bar met drugsdealers in de gaten houden. Russo staat achter een hotdogkraampje en Doyle is verkleed als kerstman en zingt kerstliedjes met enkele kinderen. Ook deze manier van werken stamt uit de praktijk van Egan en Grosso. Toen ze verdachte plekken observeerden in Bedford-Stuyvesant, ontdekten de twee dat veel dealers al snel in de gaten hadden dat er narcoticarechercheurs in de buurt waren. Ze besloten van tactiek te veranderen en Egan verkleedde zich als de kerstman en zong liedjes met de buurtkinderen. Op het moment dat hij zag dat er drugs werden verkocht zong hij (net als in de film) "Jingle Bells", waarna Grosso en andere narcoticarechercheurs het pand binnenvielen.
De drugs en de LincolnIn de film zien we hoe de rechercheurs zoeken naar de heroïne die verstopt zit in een donkere 1971 Lincoln Mk III 1971. In 1962 werd een 1960 Buick Invicta gebruikt. Deze auto was volgens het boek van Robin Moore populair bij drugssmokkelaars vanwege de grote ruimte achter de voorwielen. Net als in de film zat een deel ook verstopt onder de buitendrempels. De monteur van de politie die helpt bij het ontmantelen van de auto werd gespeeld door Irving "Irv" Abrahams. In 1962 had Irv Abrahams Egan en Russo geassisteerd bij het vinden van de heroïne in de Buick. Het was Sonny Grosso die ervoor zorgde dat Abrahams zichzelf mocht spelen in de film.
Einde van het duoAan het einde van de film wordt gesuggereerd dat Doyle en Grosso na het oprollen van de drugssmokkel de afdeling Narcotica moesten verlaten en werden overgeplaatst naar verschillende afdelingen. Dit was niet wat er in het echt gebeurde. In werkelijkheid bleven de twee rechercheurs nog vier jaar bij Narcotica en ze rolden nog twee grote smokkeloperaties op voor ze werden gescheiden en overgeplaatst.

## Muziek
In de film bezoeken Doyle en Russo de nachtclub Copacobana, waar ze interesse krijgen voor drugsdealer Sal Boca. Tijdens die scène horen en we zien we een damestrio het liedje "Everybody Gets to Go to the Moon" van Jimmy Webb zingen. Het damestrio heette The Three Degrees en was opgericht in 1963 en had al verschillende samenstellingen gekend. Ten tijde van de filmopnamen bestond de groep uit Fayette Pinkney, Sheila Ferguson en Valerie Holiday. In 1970 hadden ze het album "Maybe" uitgebracht en hadden hits met "I Do Take You" en "You're the Fool". Hun echte optreden in de echt bestaande Copacabana werd gefilmd en gebruikt in de film. Enkele jaren na de film braken The Three Degrees rond 1973 echt door.

## Prijzen en nominaties
Oscars
- Beste film - Philip D'Antoni
- Beste regie - William Friedkin
- Beste mannelijke hoofdrol - Gene Hackman
- Beste montage - Gerald B. Greenberg
- Beste bewerkte scenario - Ernest Tidyman

Nominaties:
- Beste mannelijke bijrol - Roy Scheider
- Beste camerawerk
- Beste geluid

Golden Globes
- Beste regie (William Friedkin)
- Beste film
- Beste acteur (Gene Hackman)

BAFTA's
- Beste acteur (Gene Hackman)
- Beste montage

Directors Guild of America Award
- Award for Outstanding Directorial Achievement (William Friedkin)

Writers Guild of America Award
- Beste scenario (drama) gebaseerd op bestaand materiaal (Ernest Tidyman)

## Vervolg
In 1975 werd er een vervolg gemaakt, French connection II. De film haalde niet het succes van zijn voorganger. Enkel Gene Hackman en Fernando Rey speelden nog mee. De film werd ook niet geregisseerd door Friedkin maar door John Frankenheimer.